# Nagroda Satelita dla najlepszego filmu animowanego lub łączącego w sobie różne media
Laureaci Satelity w kategorii  najlepszy film animowany lub łączący w sobie różne media:

## Lata 90.
1996: Gary Trousdale, Kirk Wise – Dzwonnik z Notre Dame
nominacje:
- Tim Burton – Marsjanie atakują!
- Stefen Fangmeier – Kosmiczny mecz
- Joe Pytka – Muppety na Wyspie Skarbów
- Henry Selick – Jakubek i brzoskwinia olbrzymka

1997: Barry Sonnenfeld – Faceci w czerni
nominacje:
- Don Bluth, Gary Goldman – Anastazja
- Jean-Pierre Jeunet – Obcy: Przebudzenie
- Steven Spielberg – Zaginiony świat: Jurassic Park
- Paul Verhoeven – Żołnierze kosmosu

1998: John Lasseter – Dawno temu w trawie
nominacje:
- Tony Bancroft, Barry Cook – Mulan
- Eric Darnell, Tim Johnson – Mrówka Z
- Brenda Chapman, Steve Hickner, Simon Wells – Książę Egiptu
- Igor Kovalyov, Norton Virgien – Pełzaki: Gdzie jest bobas?

1999: John Lasseter – Toy Story 2
nominacje:
- Rob Minkoff – Stuart Malutki
- Chris Buck, Kevin Lima – Tarzan
- Brad Bird – Stalowy gigant
- Hayao Miyazaki – Księżniczka Mononoke
- Trey Parker – Miasteczko South Park

## 2000–2009
2000: Peter Lord, Nick Park – Uciekające kurczaki
nominacje:
- Mark Dindal – Nowe szaty króla
- Eric Leighton, Ralph Zondag – Dinozaur
- Stig Bergqvist, Paul Demeyer – Pełzaki w Paryżu
- Don Bluth, Gary Goldman – Titan – Nowa Ziemia

2001: Peter Jackson – Władca Pierścieni: Drużyna Pierścienia
nominacje:
- Pete Docter – Potwory i spółka
- John A. Davis – Jimmy Neutron: mały geniusz
- Chris Columbus – Harry Potter i Kamień Filozoficzny
- Andrew Adamson, Vicky Jenson – Shrek

2002: Hayao Miyazaki – Spirited Away: W krainie bogów
nominacje:
- Chris Wedge – Epoka lodowcowa
- Chris Sanders, Dean DeBlois – Lilo i Stich
- Kelly Asbury, Lorna Cook – Mustang z Dzikiej Doliny
- Cathy Malkasian, Jeff McGrath – Dzika rodzinka

2003: Sylvain Chomet – Trio z Belleville
nominacje:
- Andrew Stanton – Gdzie jest Nemo?
- Satoshi Kon – Millennium Actress
- Joe Dante – Looney Tunes znowu w akcji
- Aaron Blaise, Robert Walker – Mój brat niedźwiedź
- Patrick Gilmore, Tim Johnson – Sindbad: Legenda siedmiu mórz

2004: Brad Bird – Iniemamocni
nominacje:
- Robert Zemeckis – Ekspres polarny
- Stephen Hillenburg – SpongeBob Kanciastoporty
- Andrew Adamson, Kelly Asbury, Conrad Vernon – Shrek 2
- Timothy Björklund – Pupilek
- Trey Parker – Ekipa Ameryka: Policjanci z jajami

2005: Andrew Adamson – Opowieści z Narnii: Lew, czarownica i stara szafa
nominacje:
- Steve Box, Nick Park – Wallace i Gromit: Klątwa królika
- Mark Dindal – Kurczak Mały
- Hayao Miyazaki – Ruchomy zamek Hauru
- Tim Burton, Mike Johnson – Gnijąca panna młoda

2006: Guillermo del Toro – Labirynt fauna
nominacje:
- David Bowers, Sam Fell – Wpuszczony w kanał
- John Lasseter – Auta
- Carlos Saldanha – Epoka lodowcowa 2: Odwilż
- George Miller – Happy Feet: Tupot małych stóp

2007: Brad Bird – Ratatuj
nominacje:
- Zack Snyder – 300
- Vincent Paronnaud, Marjane Satrapi – Persepolis
- Robert Zemeckis – Beowulf
- David Silverman – Simpsonowie: Wersja kinowa
- Chris Weitz – Złoty kompas

2008: Andrew Stanton – WALL·E
nominacje:
- Jimmy Hayward, Steve Martino – Horton słyszy Ktosia
- Byron Howard, Chris Williams – Piorun
- Sam Fell, Robert Stevenhagen – Dzielny Despero
- Mamoru Oshii – The Sky Crawlers
- Ari Folman – Walc z Baszirem

2009: Wes Anderson – Fantastyczny pan Lis
nominacje:
- Pete Docter – Odlot
- Phil Lord i Christopher Miller – Klopsiki i inne zjawiska pogodowe
- Ron Clements, John Musker – Księżniczka i żaba
- David Yates – Harry Potter i Książę Półkrwi
- Spike Jonze – Gdzie mieszkają dzikie stwory

## 2010–2019
2010: Lee Unkrich – Toy Story 3
nominacje:
- Tim Burton – Alicja w Krainie Czarów
- Chris Sanders, Dean DeBlois – Jak wytresować smoka
- Pierre Coffin, Chris Renaud – Jak ukraść księżyc
- Zack Snyder – Legendy sowiego królestwa: Strażnicy Ga’Hoole
- Sylvain Chomet – Iluzjonista

2011: Steven Spielberg – Przygody Tintina
nominacje:
- Gore Verbinski – Rango
- Carlos Saldanha – Rio
- Jennifer Yuh Nelson – Kung Fu Panda 2
- Chris Miller – Kot w butach
- James Bobin – Muppety

2012: Peter Ramsey – Strażnicy marzeń
nominacje:
- Mark Andrews, Brenda Chapman – Merida Waleczna
- Sam Fell, Chris Butler – ParaNorman
- Tim Burton – Frankenweenie
- Steve Martino, Mike Thurmeier – Epoka lodowcowa 4: Wędrówka kontynentów
- Rich Moore – Ralph Demolka
- Eric Darnell, Tom McGrath, Conrad Vernon – Madagaskar 3

2013: Hayao Miyazaki – Zrywa się wiatr
nominacje:
- Chris Buck, Jennifer Lee – Kraina lodu
- Kirk DeMicco, Chris Sanders – Krudowie
- Cody Cameron, Kris Pearn – Klopsiki kontratakują
- Chris Wedge – Tajemnica zielonego królestwa
- Dan Scanlon – Uniwersytet potworny
- Stéphane Aubier, Vincent Patar, Benjamin Renner – Ernest i Celestyna
- David Soren – Turbo

2014: Tomm Moore – Sekrety morza
nominacje:
- Don Hall, Chris Williams – Wielka szóstka
- Graham Annable, Anthony Stacchi – Pudłaki
- Phil Lord and Christopher Miller – Lego: Przygoda
- Jorge Gutierrez – Księga życia
- Dean DeBlois – Jak wytresować smoka 2
- Ignacio Ferreras – Dyskretne uroki starości

2015: Pete Docter – W głowie się nie mieści
nominacje:
- Richard Starzak, Mark Burton – Baranek Shaun: Film
- Peter Sohn – Dobry dinozaur
- Roger Allers – The Prophet
- Steve Martino – Fistaszki – wersja kinowa
- Charlie Kaufman, Duke Johnson – Anomalisa

2016: Claude Barras – Nazywam się Cukinia
nominacje:
- Byron Howard, Rich Moore – Zwierzogród
- Andrew Stanton – Gdzie jest Dory?
- Mike Mitchell, Walt Dohrn – Trolle
- Makoto Shinkai – Twoje imię
- Travis Knight – Kubo i dwie struny
- Keiichi Hara – Miss Hokusai
- Ron Clements, John Musker – Vaiana: Skarb oceanu
- Michaël Dudok de Wit – Czerwony żółw
- Jon Favreau – Księga dżungli

2017: Lee Unkrich – Coco
nominacje:
- Brian Fee – Auta 3
- Alberto Vázquez, Pedro Rivero – Psychonauci, zapomniane dzieci
- Chris McKay – Lego Batman: Film
- Nora Twomey – Żywiciel
- Tom McGrath – Dzieciak rządzi
- Dorota Kobiela, Hugh Welchman – Twój Vincent

2018: Wes Anderson – Wyspa psów
nominacje:
- Rich Moore, Phil Johnston – Ralph Demolka w internecie
- Brad Bird – Iniemamocni 2
- Naoko Yamada – Liz to Aoi Tori
- Milorad Krstić – Ruben Brandt, kolekcjoner
- Mamoru Hosoda – Mirai

2019: Jon Favreau – Król lew
nominacje:
- Josh Cooley – Toy Story 4
- Dean DeBlois – Jak wytresować smoka 3
- Robert Rodriguez – Alita: Battle Angel
- Richard Phelan, Will Becher – Baranek Shaun Film: Farmageddon
- Makoto Shinkai – Tenki no ko
- Salvador Simó – Buñuel w labiryncie żółwi

## 2020–2029
2020: Tomm Moore i Ross Stewart – Sekret wilczej gromady
nominacje:
- Pete Docter – Co w duszy gra
- Haruo Sotozaki – Demon Slayer: Mugen Train
- Dalibor Barić – Accidental Luxuriance of the Translucent Watery Rebus
- Glen Keane – Wyprawa na Księżyc
- Yonfan – Ulica Wiśniowa nr 7

2021: Byron Howard i Jared Bush – Nasze magiczne Encanto
nominacje:
- Mike Rianda – Mitchellowie kontra maszyny
- Enrico Casarosa – Luca
- Jonas Poher Rasmussen – Przeżyć
- Kirk DeMicco – Vivo

2022: Dean Fleischer-Camp – Marcel Muszelka w różowych bucikach
nominacje:
- Guillermo del Toro i Mark Gustafson – Guillermo del Toro: Pinokio
- Domee Shi – To nie wypanda
- Pierre Perifel – Pan Wilk i spółka. Bad Guys
- Masaaki Yuasa – Inu-Oh

2023: Hayao Miyazaki – Chłopiec i czapla
nominacje:
- Jeff Rowe – Wojownicze Żółwie Ninja: Zmutowany chaos
- Makoto Shinkai – Suzume
- Pablo Berger – Pies i Robot
- Peter Sohn – Między nami żywiołami
- Joaquim Dos Santos, Kemp Powers i Justin K. Thompson – Spider-Man: Poprzez multiwersum

2024: Nick Park i Merlin Crossingham – Wallace i Gromit: Zemsta pingwina
nominacje:
- Gints Zilbalodis – Flow
- Kelsey Mann – W głowie się nie mieści 2
- Adam Elliot – Pamiętnik ślimaka
- Mitsuo Fukuda – Mobile Suit Gundam Seed Freedom
- Chris Sanders – Dziki robot